# Andrena orizabibia
Andrena orizabibia là một loài Hymenoptera trong họ Andrenidae. Loài này được Strand mô tả khoa học năm 1917.